# Пентактина
Пентактина (лат. Pentactina) — олиготипный род двудольных растений семейства Розовые (Rosaceae). Выделен японским ботаником Такэносином Накаи в 1917 году.

## Общая характеристика
Кустарники с простыми очерёдными листьями. Прилистники отсутствуют.
Цветки собраны в метёльчатое соцветие на верхушках веточек, пятичленные. Лопасти чашечки отогнуты при цветении. Лепестки белого цвета, узкие, линейные, в почках дважды серповидно свёрнутые. Тычинки в числе 20. Завязи в количестве 5. Семяпочки в парах.
Плод — дорзивентрально раскрывающаяся коробочка, на верхушке немного кожистая.

## Классификация
Близок другим родам трибы Spiraeeae, в первую очередь Petrophyton и Спирея (Spiraea). Отдельные исследователи относили типовой вид Pentactina rupicola Nakai к спиреям, однако современные филогенетические исследования подтвердили его обособленность от этого рода.
До 2014 года род считался монотипным эндемичным для Северной Кореи родом с единственным видом Pentactina rupicola. Затем в его состав был переведён ещё один вид — распространённый в Хабаровском крае России Pentactina schlothgauerae.
В состав рода входят два вида растений:
- Pentactina rupicola Nakai, 1917 typus — Пентактина скальная
- Pentactina schlothgauerae (Ignatov & Vorosch.) Jakubov, 2014 — Пентактина Шлотгауэр
  - [syn.  Spiraea schlothgauerae Ignatov & Vorosch., 1987]

## Распространение
Пентактина скальная — эндемик горного массива Кымгансан в Северной Корее, Пентактина Шлотгауэр — эндемик Баджальского и Кур-Урмийского хребтов в Хабаровском крае России.

## Значение
Пентактина скальная — один из шести цветущих символов КНДР, где это растение используется для украшения улиц и парков.